# PWT
Les véhicules sous-marins sans équipage (UUV) PWT sont des véhicules sans équipage développés en République populaire de Chine (RPC) par PWT (abréviation de Planet Wheel Technology Co. Ltd, 行星轮科技有限公司) à Wuhan, dont la plupart sont en service auprès de diverses agences, départements gouvernementaux chinois et entreprises publiques.

## PWT USV
Le véhicule de surface sans équipage (USV) PWT est un micro USV spécialement conçu pour effectuer des missions de surveillance environnementale, notamment la qualité de l'eau des rivières, lacs et réservoirs,,.  
L'USV est de conception compacte afin d'être facilement transportable et peut être embarqué dans un SUV.  
Son design modulaire lui permet d'emporter divers équipements scientifiques, avec les données collectées transmises en temps réel vers la station de contrôle/centre de commande.  
En plus de la surveillance de la qualité de l'eau, l'USV a également été utilisé pour la cartographie hydrographique et comme drones cibles.

## PWT ROUV
Le véhicule sous-marin téléopéré (ROUV) PWT est un véhicule sous-marin sans équipage (UUV) conçu pour l'archéologie sous-marine, les missions d'inspection et d'observation jusqu'à une profondeur de 500 mètres,.  
Équipé de huit propulseurs, sa conception modulaire permet d'intégrer différentes caméras, lumières et autres équipements en fonction de la mission et des besoins du client.  
Caractéristiques, :  
- Longueur : 0,5 m
- Largeur : 0,5 m
- Hauteur : 0,35 m
- Poids : 13 kg
- Charge utile : 10 kg
- Vitesse : 2 mètres/seconde
- Profondeur de fonctionnement maximale : 500 mètres